# غارفيسم
غارفيسم هي جانب من جوانب القومية السوداء التي تشير إلى السياسات الاقتصادية والعرقية والسياسية لمؤسس الرابطة العالمية لتنمية الزنوج وعصبة المجتمعات الأفريقية ماركوس غارفي .   تركز أيديولوجية غارفيسم على توحيد وتمكين الرجال والنساء والأطفال المنحدرين من أصل أفريقي تحت راية من أصل أفريقي جماعي ، وإعادة أحفاد الأفارقة المستعبدين والأرباح إلى القارة الأفريقية.   
طرح غارفي أحلامه ردًا على التهميش والتمييز ضد الأمريكيين من أصل أفريقي في الولايات المتحدة ومنطقة البحر الكاريبي في ذلك الوقت على أمل إلهام الأمريكيين السود لإنشاء البنية التحتية والمؤسسات والاقتصادات المحلية بشكل استباقي بدلاً من توقع ذلك من المنصب شديد التحيز. -إعادة إعمار الحكومة الأمريكية. كان للحركة تأثير كبير في تحفيز وتشكيل السياسة السوداء في منطقة البحر الكاريبي وفي أجزاء من إفريقيا.
حارب غارفي من قبل المؤسسة الأمريكية الأفريقية في الولايات المتحدة. أدى تحقيق أجرته وزارة العدل ، بإشراف ج. إدغار هوفر، إلى اعتقال غارفي بتهمة الاحتيال عبر البريد في يناير 1922 ، وانهارت مشاريعه. في 18 نوفمبر 1927 ، خفف الرئيس كالفن كوليدج عقوبة غارفي.

## الوحدة الأفريقية
كان غارفي من أتباع حركة الوحدة الأفريقية، وقوميًا أفريقيًا. تأثر هو وأنصاره بشدة بتعاليم الوحدة الأفريقية للدكتور لوف وألكسندر بيدوارد في جامايكا. دعا غارفي إلى تشكيل «أفريقيا المتحدة للأفارقة في العالم» في أعقاب الحرب العالمية الأولى. روجت الرابطة العالمية لتنمية الزنوج للرأي القائل بأن أفريقيا هي الوطن الطبيعي للشتات الأفريقي. كتب غارفي أثناء فترة سجنه افتتاحية لصحيفة نيغرو وورلد بعنوان «الأصولية الأفريقية»، والتي دعا فيها إلى «تأسيس إمبراطورية عرقية تكون أهدافها الطبيعية والروحية والسياسية الوحيدة هي الله وأفريقيا، في الداخل والخارج». 
أيد غارفي حركة العودة إلى أفريقيا، والتي تأثرت بإدوارد ويلموت بليدن، الذي هاجر إلى ليبيريا في عام 1850. لم يعتقد غارفي أن جميع الأمريكيين من أصل أفريقي يجب أن يهاجروا إلى أفريقيا، إذ أنه كان يعتقد أن مجموعة النخبة، أي أولئك الأميركيين من أصول أمريكية خالصة، يجب أن يفعلوا ذلك. كان يعتقد أن بقية السكان الأمريكيين من أصل أفريقي يجب أن يظلوا في الولايات المتحدة، حيث سيتلاشون في غضون خمسين عامًا.
دعا غارفي، وهو من أنصار حركة العودة إلى أفريقيا، نخبة من الأمريكيين الأفارقة المتعلمين والمهرة للسفر إلى غرب أفريقيا، وهي الرحلة التي ستسهلها شركة بلاك ستار لاين. قال غارفي: «قد يبقى معظمنا هنا، لكن يجب أن نرسل علمائنا وميكانيكيينا وحرفيينا ونتركهم يبنون السكك الحديدية، ونتركهم يبنون المؤسسات التعليمية العظيمة وغيرها من المؤسسات الضرورية»، ويمكن لأعضاء آخرين من الشتات الأفريقي الانضمام إليهم بعد ذلك. أدرك أن غالبية الأمريكيين من أصل أفريقي لن يرغبوا في الانتقال إلى أفريقيا حتى تتوفر فيها وسائل الراحة الأكثر حداثة التي اعتادوا عليها في الولايات المتحدة. ناقش غارفي خططًا للهجرة إلى ليبيريا من خلال الرابطة العالمية لتنمية الزنوج، ولكن هذه الخطط لم تسفر عن شيء، وفشلت آماله في نقل الأمريكيين من أصل أفريقي إلى غرب أفريقيا في النهاية.
أشار غارفي إلى رغبته في إنشاء «جمهورية سوداء كبيرة» في أفريقيا في عشرينات القرن العشرين. كان تصور غارفي أن أفريقيا ستكون دولة ذات حزب واحد حيث يمكن للرئيس أن يتمتع «بالسلطة المطلقة» لتعيين «جميع مساعديه من وزراء الحكومة وحكام الولايات والأقاليم والإداريين والقضاة في مناصب ثانوية». قال عالم الدراسات الأفريقية الأمريكية ويلسون إس. موزس إن الدولة الأفريقية المستقبلية التي تصورها غارفي كانت «استبدادية، ونخبوية، وجماعية، وعنصرية، ورأسمالية»، مما يشير إلى أنها كانت لتشبه حكومة فرانسوا دوفالييه في هايتي. أخبر غارفي المؤرخ جيه. إيه. روجرز أنه وأتباعه كانوا «أول الفاشيين»، مضيفًا أن «موسوليني نسخ الفاشية مني، لكن الرجعيين الزنوج خربوها».
لم يزر غارفي أفريقيا أبدًا، ولم يكن يتحدث أي لغة أفريقية. كان يعرف القليل جدًا عن عادات القارة المتنوعة ولغاتها وأديانها وبنياتها الاجتماعية التقليدية، وكان منتقدوه يعتقدون كثيرًا أن وجهات نظره عن القارة كانت مبنية على الرومانسية والجهل. قيل إن السلطات الاستعمارية الأوروبية لم تكن لتمنح غارفي الإذن بزيارة المستعمرات حيث كان سيدعو إلى إنهاء الاستعمار.
لاحظ الكاتب والشاعر الجامايكي كلود ماكاي مثلًا أن غارفي «يتحدث عن أفريقيا كما لو كانت جزيرة صغيرة في البحر الكاريبي». آمن غارفي بالصور النمطية السلبية عن أفريقيا، والتي تصورها على أنها قارة متخلفة في حاجة إلى التأثير الحضاري للدول الغربية المسيحية. أراد غارفي «المساعدة في تحضّر القبائل المتخلفة في أفريقيا» وأراد أيضًا «تعزيز العبادة المسيحية الواعية بينهم»، وذلك بالإضافة إلى العديد من أهدافه المعلنة. اعتُبر اعتقاده بأن الأفارقة سيتحررون في نهاية المطاف بجهود الشتات الأفريقي الذي كان يعيش خارج القارة متعاليًا ومستهترًا.
قال موزس إنه بدلًا من أن تستند آراء غارفي حول أفريقيا الموحدة المثالية إلى احترام الثقافات الأفريقية الأصلية، فإنها تستند إلى «نموذج إمبراطوري» من النوع الذي روجت له القوى الغربية. استشهد غارفي، عندما أشاد بمجد أفريقيا، بالمصريين القدماء والإثيوبيين الذين بنوا إمبراطوريات وهياكل معمارية ضخمة، والتي استشهد بها كدليل على الحضارة، بدلًا من المجتمعات الأصغر حجمًا التي عاشت في أجزاء أخرى من القارة. اتبع غارفي بذلك نهج الأكاديميين البيض في تلك الحقبة، الذين كانوا يجهلون أيضًا معظم التاريخ الأفريقي والذين ركزوا حصريًا تقريبًا على مصر القديمة. اعتقد موزس أن غارفي كان «أكثر انجذابًا لبريق الإمبريالية الأوروبية من انجذابه للحياة القبلية الأفريقية السوداء»، وبالمثل، لاحظ الكاتب ريتشارد هارت أن غارفي «كان منجذبًا بشدة إلى بريق النبلاء البريطانيين»، وهو الانجذاب الذي انعكس عندما كرم أنصاره البارزين بمنحهم ألقابًا بريطانية مثل «اللوردات» و«السيدات» و«الفرسا». لم ينزعج غارفي من السلطة العلمية لأستاذ جامعة هارفارد جورج ريزنر الذي تحدى غارفي رأيه على صفحات كتابه العالم الزنجي.

## المسيحية السوداء
لاحظ غرانت أن «الغارفيية ستظل دائمًا حركة علمانية ذات أساس ديني قوي». تصور غارفي شكلًا من أشكال المسيحية مصممًا خصيصًا للسود الأفارقة، وهو نوع من الدين الأسود. انعكست رؤيته الدينية الخاصة برغبته في أن تكون هذه المسيحية السوداء قريبة قدر الإمكان من الكاثوليكية.
حضر غارفي حفل تأسيس الكنيسة الأرثوذكسية الأفريقية في شيكاغو عام 1921، وقال غريفز إن هذه الكنيسة بشّرت «بالتقاليد المسيحية الأرثوذكسية مع التركيز على العنصرية»، واقترح كرونون أن غارفي روج «لأفكار عنصرية حول الدين».
أكد غارفي على فكرة عبادة السود لإله صوِّرَ أيضًا على أنه أسود، فعلى حد تعبيره، «إذا كان الرجل الأبيض لديه فكرة عن إله أبيض، فليعبد إلهه كما يشاء. بما أن البيض رأوا إلههم من خلال نظارات بيضاء، فقد بدأنا الآن فقط في رؤية إلهنا من خلال نظاراتنا الخاصة. سنعبده من خلال منظورنا الأفريقي». دعا السود إلى عبادة صور يسوع الناصري والسيدة العذراء مريم التي تصور هذه الشخصيات على أنها أفريقية سوداء، فلم يستخدم أشكالًا موجودة مسبقًا من الديانات التي يهيمن عليها السود. لم يكن لدى غارفي خبرة واسعة معهم، إذ نشأ في بيئة مسيحية بيضاء حيث كان ينتمي إلى الويزلية، واعتنق الكاثوليكية فيما بعد.

## أنظر أيضا
- قوة سوداء
- حركة العودة إلى أفريقيا
- القومية السوداء
- تفوق السود